# Gare de Quetteville
La gare de Quetteville est une gare ferroviaire française, fermée, des lignes, de Pont-l'Évêque à Honfleur et d'Évreux-Embranchement à Quetteville. Elle est située au lieu-dit La gare de Quetteville sur le territoire de la commune de Quetteville dans le département du Calvados, en région Normandie.

## Situation ferroviaire
Établie à 86 mètres d'altitude, la gare de Quetteville est située au point kilométrique (PK) 220,2xx de la ligne de Pont-l'Évêque à Honfleur, entre les gares de Saint-André-d'Hébertot et de La Rivière-Saint-Sauveur. Gare de bifurcation, elle est la gare terminus de la ligne d'Évreux-Embranchement à Quetteville, après la gare de Beuzeville.

## Histoire

### Première gare
La première gare de Quetteville est mise en service le 7 juillet 1862 par la Compagnie des chemins de fer de l'Ouest, lorsqu'elle ouvre à l'exploitation les 25 km de la deuxième section, de Pont l'Évêque à Honfleur, de sa « ligne de Lisieux à Honfleur ».
Elle est située au lieu-dit de La Gare, située Route de la Gare.

### Deuxième gare
La seconde gare, quant à elle, a été édifiée 300 m plus haut, à l'embranchement entre les lignes de Pont-l'Évêque à Honfleur et d'Évreux-Embranchement à Quetteville, au bout de l'impasse dite de la Gare. Elle fut justement déplacée pour servir de gare d'embranchement où de terminus comparé à l'ancienne qui était désormais située plus loin de la nouvelle ligne pour éviter de plus longues correspondances.